# Inga loretana
Inga loretana är en ärtväxtart som beskrevs av James Francis Macbride. Inga loretana ingår i släktet Inga och familjen ärtväxter. Inga underarter finns listade i Catalogue of Life.